# Кристіан I
від
Кристіа́н I (1426—1481) — король Данії від 1448 до 1481 року, король Норвегії від 1450 до 1481 року, король Швеції від 1457 до 1464 року. Засновник королівської династії Ольденбургів.

## Життєпис

### Граф Ольденбурзький
Був сином Дітріха, графа Ольденбурзького, та Гельвіґ Шлезвіг-Гольштейнської. Завдяки матері він мав права на корону Данії, оскільки був родичем короля Еріка V. Проте до 1448 року він жив у графстві Ольденбург.
Після смерті свого батька 1440 року Кристіан став черговим графом Ольденбурга як Кристіан VII. Проте всі його думки були спрямовані на отримання корони Данії, а відповідно також Норвегії і Швеції. 1448 року помер король Кальмарської унії Хрістофер Баварський. Цим відкрився шлях Кристіана до данського трону. Отримати корону йому допоміг дядько Адольф VIII Шауенбург, герцог Шлезвіг-Гольштейнський, що мав значний вплив у Державній раді Данії. До того ж Ерік Померанський зрікся своїх прав на корони Данії та Норвегії. Для забезпечення свого статусу Кристіан одружився з удовою Хрістофера Баварського і врешті-решт став королем Данії.

### Королювання
28 жовтня 1449 р. у соборі Святої Марії в Копенгагені Кристіана короновано на короля. При обранні королем Данії Кристіан I був вимушений підписати 13 статей, що передавали значну частину влади аристократії та Державній раді. 
У планах Кристіана I було відновлення Кальмарської унії. З самого початку він намагався стати королем Швеції та Норвегії. Проте 1448 року новим королем Швеції обрано Карла Кнутсона. Водночас почала розгортатися боротьба за владу в Норвегії між кандидатами на норвезький трон — між прихильниками Кристіана I та Карла Кнутсона. Останній кінець-кінцем переміг й коронувався норвезькою короною в Тронгеймі 20 листопада 1449 року.
Проте вже у 1450 році Державна рада Швеції вимушена була наполягти, щоб Карл Кнутсон зрікся корони Норвегії. Це було викликано небажанням воювати з досить могутньою данською армію. Враховуючи ці обставини, Державна рада Норвегії оголосила Кристіана I новим королем Норвегії. 2 серпня 1450 року він коронувався в Тронгеймі, а 29 серпня в Бергені підписано унію між Данією та Норвегією.
Незабаром випала нагода відвоювати королівство Швеція. 1457 року Карла Кнутсона скинуто з престолу й запрошено Кристіана I. 
29 червня 1457 р. в Кафедральному соборі міста Уппсала Кристіана та його дружину Доротею короновано як короля і королеву Швеції архієпископом Уппсальським Йонсом Бенгтсоном Оксеншерном. Однак уже 1464 року проти Кристіна спалахнуло повстання у Швеції, данські загони вигнано, а новим регентом став єпископ Кеттіл Кнутсон. А втім, Кристіан I не полишав надії повернути собі владу над Швецією. 1471 року данську армію розбила під Брункебергом шведська армія на чолі зі Стеном Стуре Старшим. Влада Кристіана I в значній частині Швеції (окрім півдня) скінчилася, проте останній не зрікся прав на шведську корону.
Тоді помер його дядько Адольф Шауенбурзький, який залишив Кристіану герцогство Шлезвіг і графство Гольштейн. 1474 року Кристіана I визнав володарем цих земель Фрідріх I, імператор Священної Римської імперії.
Помер Кристіан I 21 травня 1481 року в Копенгагені.

## Родина
Дружина — Доротея (1430—1495), донька Іогана Гогенцолерна, маркграфа Бранденбург-Кульмбаського
Діти:
- Олаф (1450—1451)
- Кнут (1451—1455)
- Ганс (1455—1513)
- Маргарет (1456—1486), дружина Джеймса III Стюарта, короля Шотландії
- Фредерік (1471—1533)